# アイアン・メイデン
アイアン・メイデン（英: IRON MAIDEN）は、イングランドのヘヴィメタル・バンド。
世界で最も著名なHR/HMバンドの一つ。1980年代初頭にイギリスで発生したヘヴィメタルの潮流「NWOBHM」（New Wave Of British Heavy Metal）の代表格として、ブームの一翼を担い地位を確立。1990年代末からラインナップが安定し、21世紀に入ってもなお精力的に活動している。アルバムの総売り上げは、1億枚以上を記録。バンド名は、中世ヨーロッパの拷問器具「鉄の処女」に由来する。
バンド公式の日本語転写は無いが、日本国内盤を販売した東芝EMIが定める「アイアン・メイデン」と本項では記述する。

## 来歴

### ポール・ディアノ期

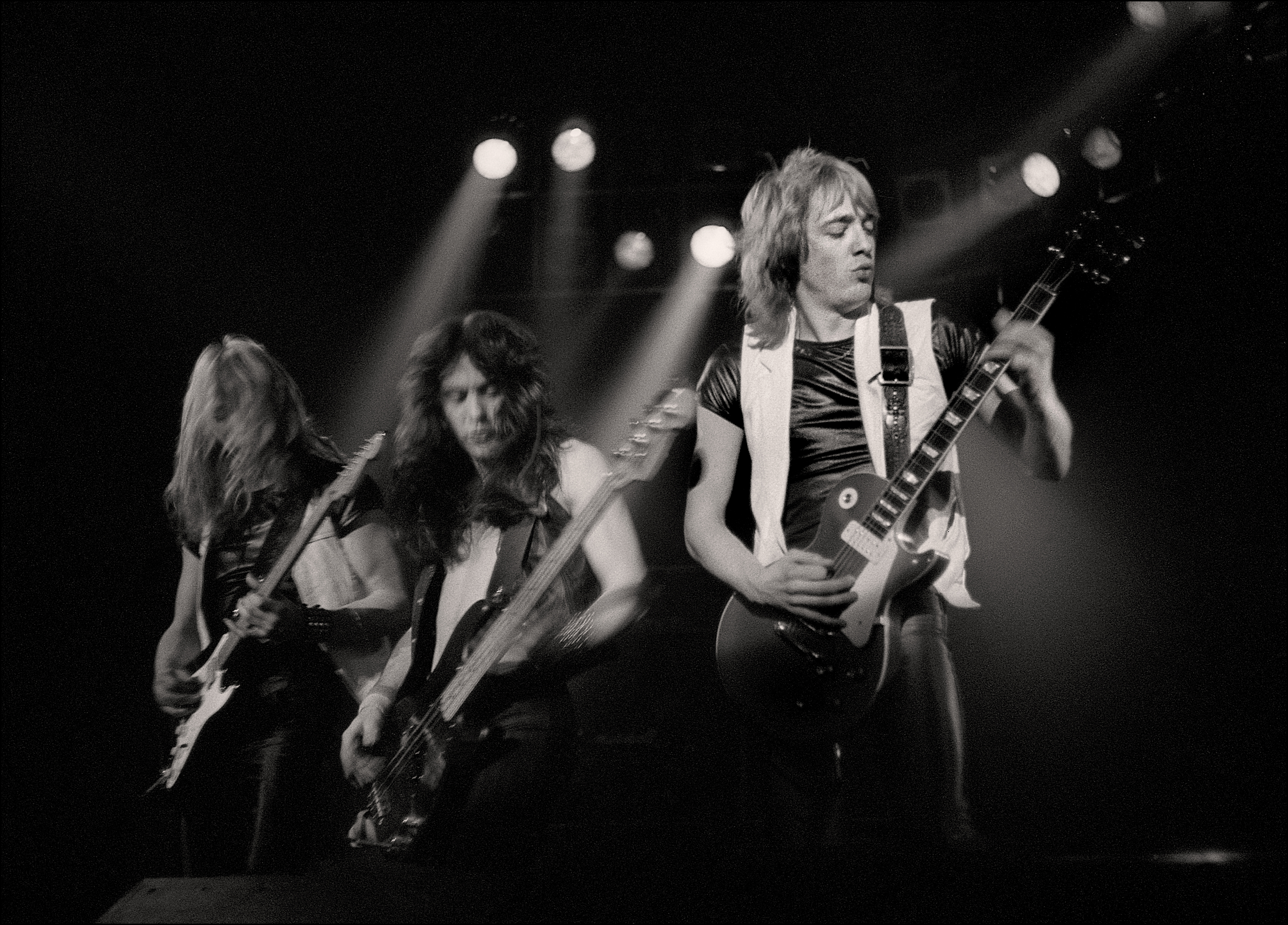
1980年デビュー当時

- 1975年[† 1]、ロンドンでスティーヴ・ハリス (B) が中心となり結成される。オリジナルメンバーはハリス、ポール・デイ(Vo)、テリー・ランス(G)、デイヴ・サリヴァン(G)、ロン・マシューズ(Dr)。結成当初は頻繁にメンバーチェンジを繰り返していたが、1978年にポール・ディアノ (Vo) 、デイヴ・マーレイ (G) 、ダグ・サンプソン (Dr) が加入することで、メンバーが安定。このメンバーで、最初のデモテープを録音する。
- 1979年、二人目のギタリストとしてトニー・パーソンズを迎え、12月にメジャーレーベルEMIと契約する。メジャー契約後すぐに、健康上の理由でダグが脱退し、トニーも同時に脱退するも、クライヴ・バー (Dr) 、デニス・ストラットン (G) が加入する。
- 1980年1月に1stシングル「ランニング・フリー - Running Free - 」を、4月に1stアルバム『鋼鉄の処女 - Iron Maiden - 』をリリース。その後、デニスに変わりエイドリアン・スミス (G) が加入。
- 1981年、2ndアルバム『キラーズ - Killers - 』発表後、ディアノが脱退。後任としてサムソンのブルース・ディッキンソンを迎える。

### ブルース・ディッキンソン期

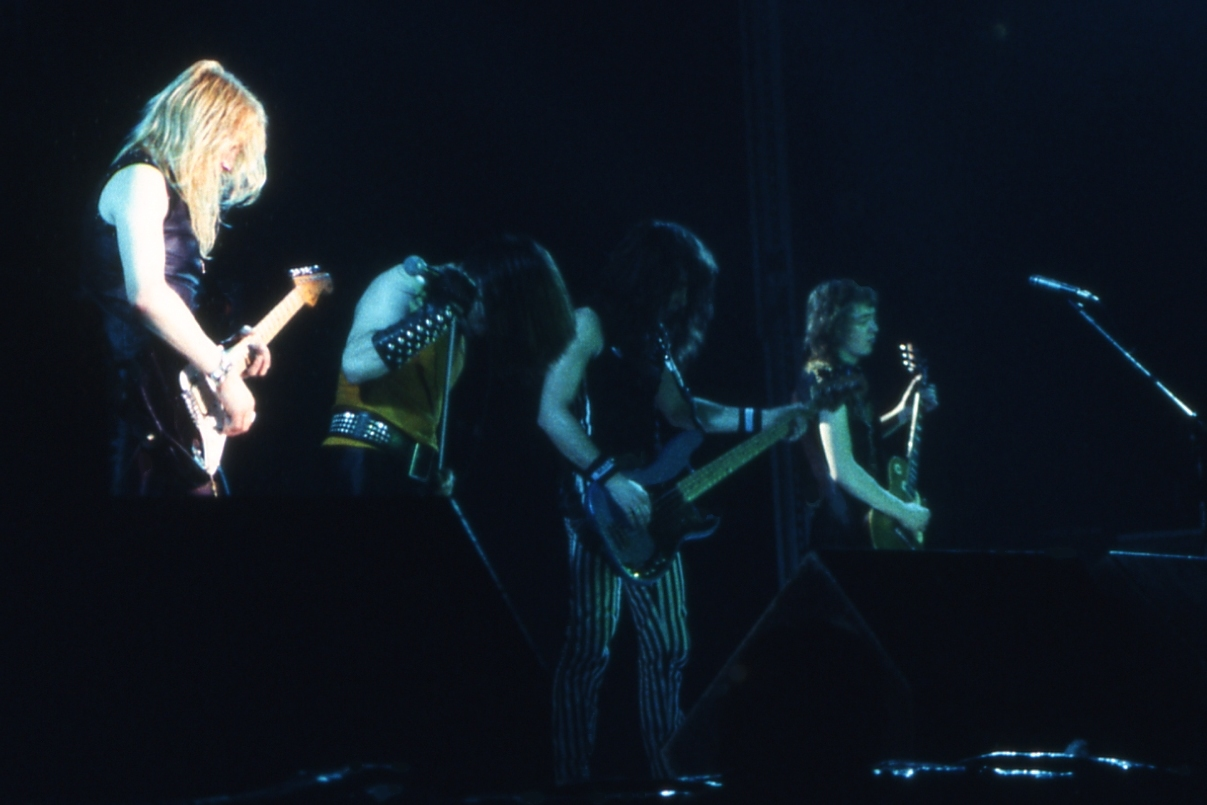
ブルース・ディッキンソン(Vo) 加入初期 (1982年)

- 1982年、3rdアルバム『魔力の刻印 - The Number Of The Beast - 』をリリース、アメリカで30万枚を超える売上を果たす。リリース後にクライヴが脱退し、ニコ・マクブレイン(Dr) が加入。
- 1983年、4thアルバム『頭脳改革 - Piece Of Mind - 』をリリース。
- 1984年、5thアルバム『パワー・スレイヴ - PowerSlave - 』をリリースし、世界的なメタルバンドとして名を馳せることとなる。
- 1985年、ライヴアルバム『死霊復活 - Live After Death - 』リリース。
- 1986年、6thアルバム『サムホエア・イン・タイム - Somewhere In Time - 』リリース。
- 1988年、7thアルバム『第七の予言 - Seventh Son Of A Seventh Son - 』リリース。イギリス・ドニントンで行われた『モンスターズ・オブ・ロック』にメイン・アクトとして出演。
- 1990年、エイドリアンが脱退[5]、後任にイアン・ギラン、ブルース等と活動していたヤニック・ガーズが加入、8thアルバム『ノー・プレイヤー・フォー・ザ・ダイイング - No Prayer For The Dying - 』をリリース。
- 1991年、シングル「ブリング・ユア・ドーター・トゥ・ザ・スローター」が英国のチャートで1位となる大ヒットとなった。
- 1992年、9thアルバム『フィア・オブ・ザ・ダーク - Fear Of The Dark - 』リリース。ドニントンでのモンスターズ・オブ・ロックに再びメイン・アクトとして出演。

### ブレイズ・ベイリー期

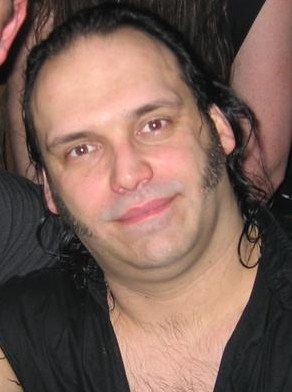
ブレイズ・ベイリー(Vo) 2005年

- 1993年、音楽的な衝突によりブルースが脱退[6]、後任にブレイズ・ベイリーが加入。

- 1995年、10thアルバム『X ファクター - The X Factor - 』をリリース。

- 1998年、11thアルバム『ヴァーチャル・イレヴン - Virtual XI - 』をリリース。

その後、ヘヴィメタル停滞という時代の流れなどにより、バンドの活動はスケールダウンしたため、ソロ活動に行き詰まっていたブルース・ディッキンソン、エイドリアン・スミスにオファーをし1999年に再加入。それにしたがってブレイズが脱退する形となった。これにより、バンドはトリプル・ギターの全6人編成になる。

### リユニオン期
- 2000年、12thとなる『ブレイヴ・ニュー・ワールド - Brave New World - 』をリリース。
- 2002年、13thアルバム『死の舞踏 - Dance Of Death - 』をリリース。
- 2006年、14thアルバム『ア・マター・オブ・ライフ・アンド・デス〜戦記 - A Matter Of Life And Death - 』をリリース。
- 2008年2月にパシフィコ横浜、幕張メッセでの来日公演が開催され、初期〜中期の曲を中心に演奏した。幕張メッセでのライブは、バンドの日本では初のオールスタンディングのライブとなった。このセットリストはワールドツアーの特別なものだったが、同年にドイツのメタルフェス「ヴァッケン・オープン・エア」で特別ゲストとしてこのセットリストで出演。ヴァッケンの初日のトリを務めた。
- 2010年、15thアルバム『ファイナル・フロンティア - The Final Frontier - 』をリリース。本国イギリスを含む世界28ヶ国で第1位を獲得した[7]。
- 2011年3月12・13日にはさいたまスーパーアリーナでの来日公演が予定されていたが、東日本大震災の影響により中止となった[8]。
- 2015年、5年ぶり2枚組の16thアルバム『魂の書〜ザ・ブック・オブ・ソウルズ〜 - The Book of Souls - 』を世界同時リリース[9]。2連続での全英1位、オリコンの洋楽チャートとデイリーチャートで1位を記録。
- 2016年4月20日と21日に東京両国国技館にて、2008年以来8年ぶりの来日公演開催が実現。オープニングアクトには、スティーヴの息子ジョージ・ハリスの在籍バンドTHE RAVEN AGEが出演した[10]。
- 2018年、久しく疎遠だった楽曲のプレイを主体とするワールドツアー「Legacy Of The Beast」を開催[11]。
- 2021年、日本の侍をモチーフにした6年ぶり2枚組の17thアルバム『戦術 - Senjutsu - 』を発表[12]。全米チャートでは歴代最高位となる3位を記録した[13]。

21世紀も精力的に活動中である。メンバーチェンジの多いバンドとしても知られるが、ブルースとエイドリアンの復帰以降は20年以上同じメンバーで安定している。現在のメンバー構成での活動期間が、トータルでも連続でもアイアン・メイデン史上最も長い。

## 音楽的特徴

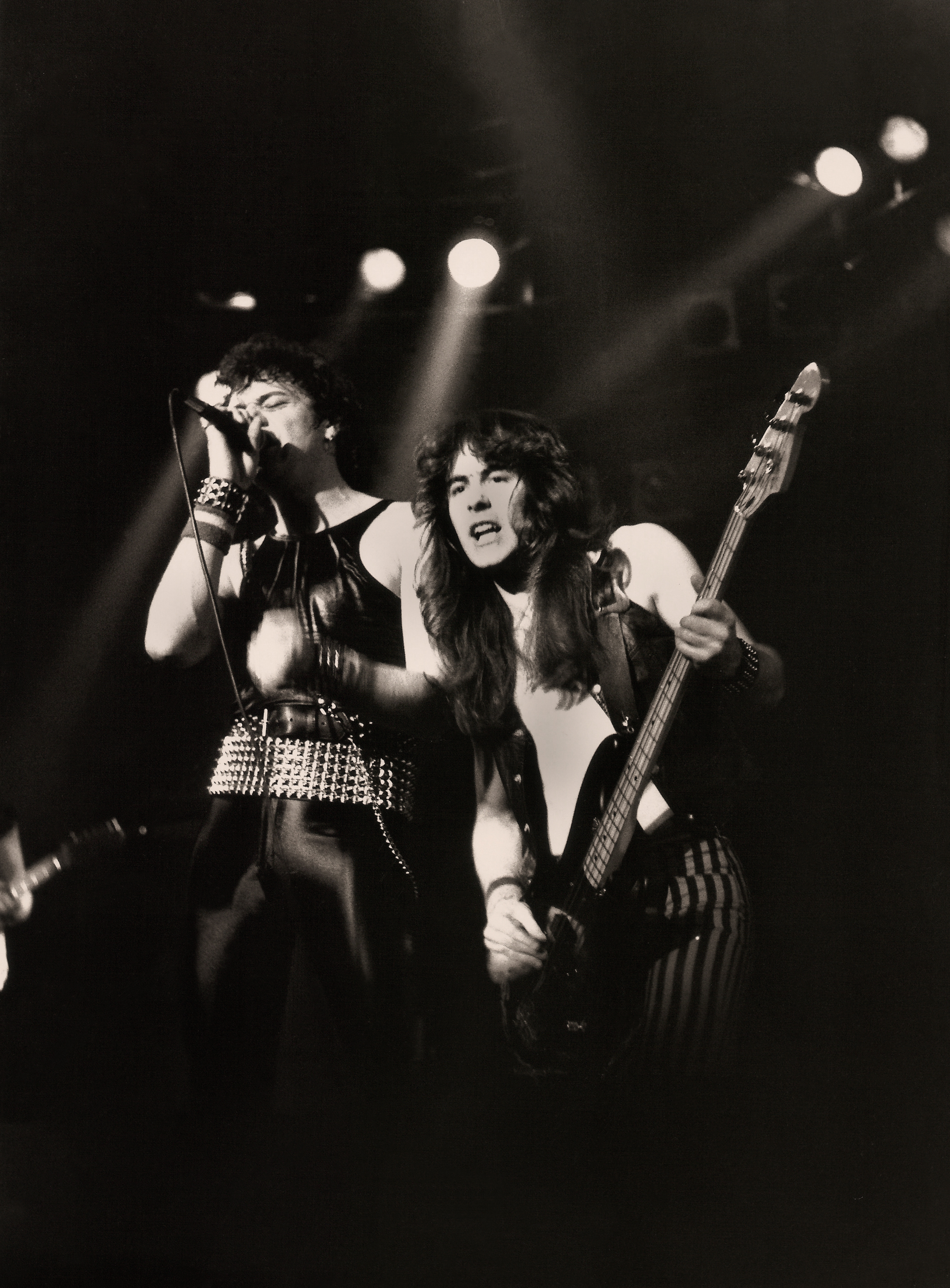
1980年デビュー当時。左ポール・ディアノ(Vo) 右スティーヴ・ハリス(B)

初期にはハードロックに強く影響されながらも、ディアノの歌唱法のようにパンク・ロックの荒々しさを取り入れたサウンドを身上としており、NWOBHMの黎明期からシーンの牽引力として同時期の代表格バンドとなった。3rdアルバム『魔力の刻印 - The Number Of The Beast - 』では、前任者よりはるかに広い声域を持つヴォーカリストのブルース・ディッキンソンが加入し、メロディアスかつ整合性を重視する傾向が強まった。以降はパンクの要素が減少し、流麗なギターワークを主軸とした音楽性が固定化した。2000年代からはデイヴ、エイドリアン、ヤニックの看板ギタリスト三人が揃い踏みとなった編成でよりヘヴィなサウンドとなっている。
プレイにおける特徴としては、まずベースがアンサンブルを牽引する、ないしベースが中核として構築される特異なスタイルが挙げられる。強力な2フィンガー奏法によるペンタトニックスケールを基本としたフレーズや3連譜を主体とするソロによって組み立てられたスティーヴのプレイは後述するギターの構成の補強のみならず、スティーヴ自身の存在感を強くアピールしている。ギターにおいては音数多く刻まれる硬質なリフや、叙情的で勇壮なツイン・リードのコンビネーションなどが総ての時代を通じての特徴であり、時に過剰なほどにインタープレイが盛り込まれもする。ヘヴィメタルの性質上総じてアップテンポな楽曲が多い反面、リーダーでメイン・ソングライターのスティーヴがイエスやジェネシスやジェスロ・タルといったプログレッシヴ・ロックのファンであることを公言しており、影響も受けていることから、複雑な展開と動静の変化を盛り込んだ長尺の楽曲も多い。そうした独特の音楽性ゆえ、ラッシュやカンサスらプログレッシヴ・ハードロックとは別個に、後輩のメタリカなどと同様にプログレッシブ・メタルの源流のひとつとされることもある。
逆に『第七の予言 - Seventh Son Of A Seventh Son - 』以降のアルバムにおいては、歌詞の面で同じフレーズを多用するようになり、歌詞の長さが短くなる傾向にある。

## エディ
エディ・ザ・ヘッド（Eddie the Head、通称エディ）はデビュー時からのバンドのキャラクターであり、アルバムやシングル盤のジャケットにデビュー時から常に登場する。またライヴのステージ上に巨大なエディが出現することもある。ゾンビであり、『死霊復活』のジャケットに描かれた墓碑銘には"Edward T.H."とある。過去には凍結されたり、復活したり、ピラミッドになっていたり、宇宙へ向かったりしたこともある。作者はイギリス人アーティスト、デレク・リッグス。
エディは、2008年にワールドツアー用にチャーターされたアストライオス航空のボーイング757の垂直尾翼にペイントされた。そのB757を同社の操縦士でもあるディッキンソンが自ら操縦している。同機は"エアフォースワン"に掛けて"Ed Force One"と呼ばれた。機材が重くなったので、2016年にはボーイング747-400（ジャンボジェット）の改造機に交替している。

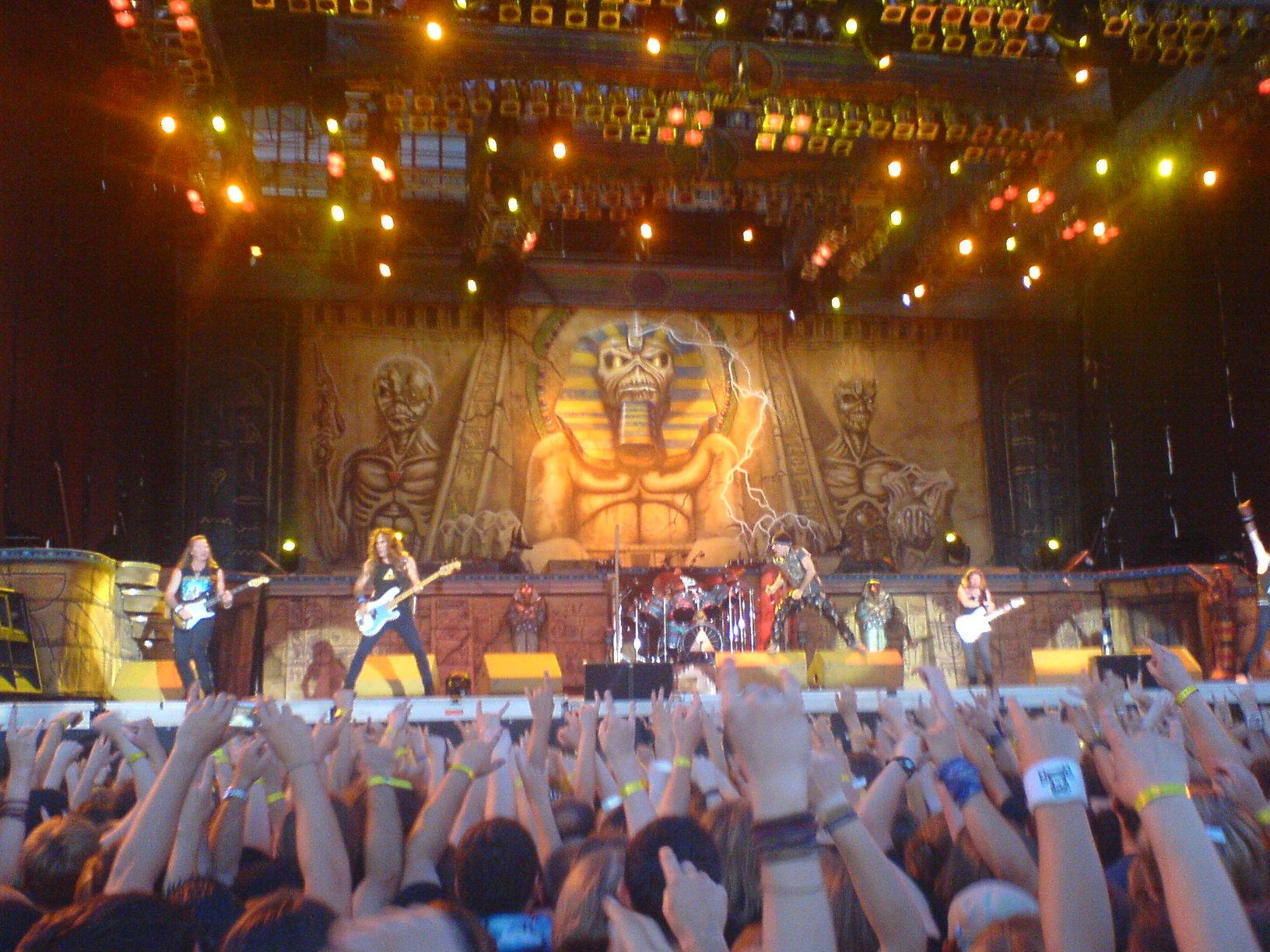
『パワースレイヴ』再現舞台（2008年）
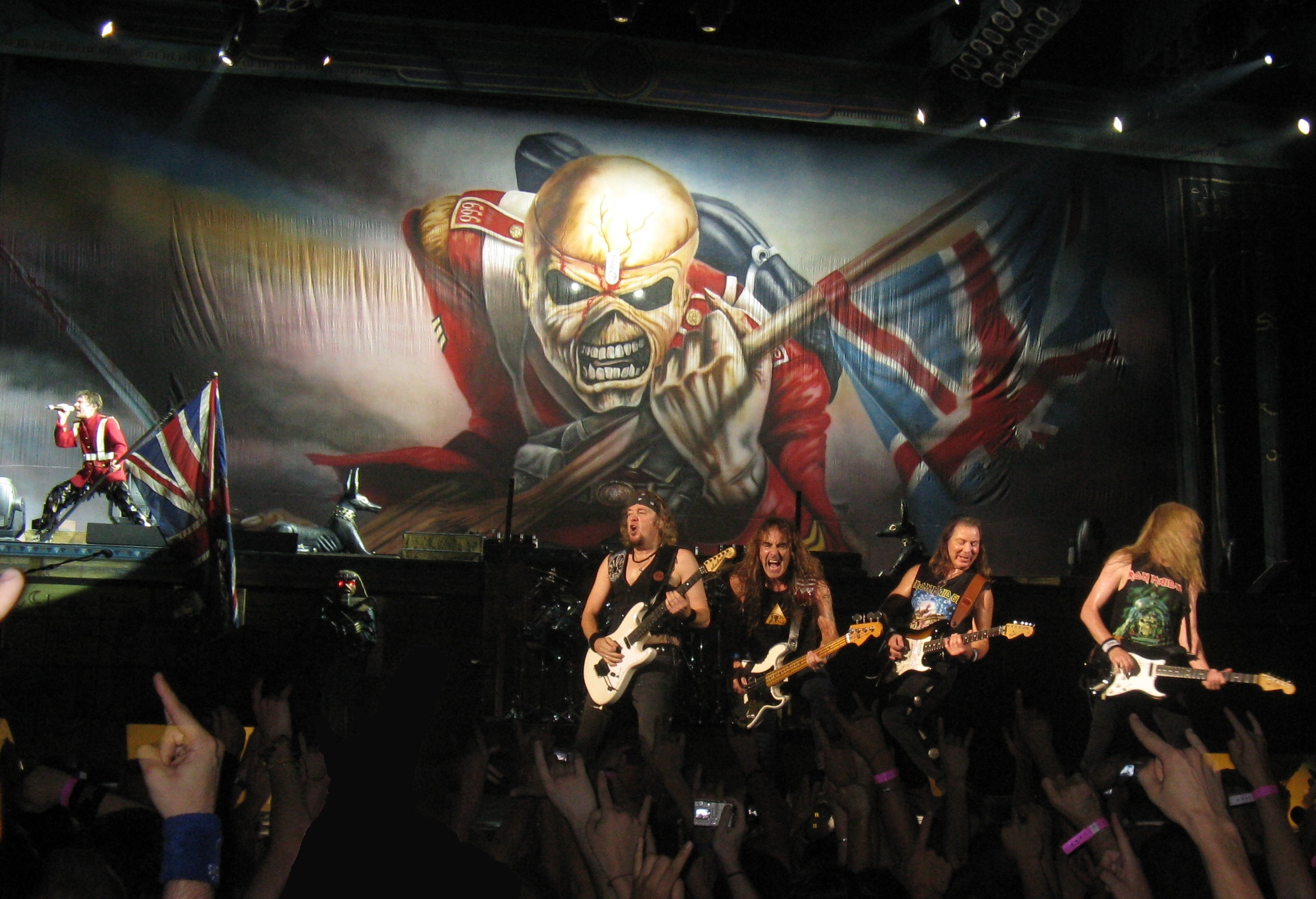
『頭脳改革』再現舞台（2009年）
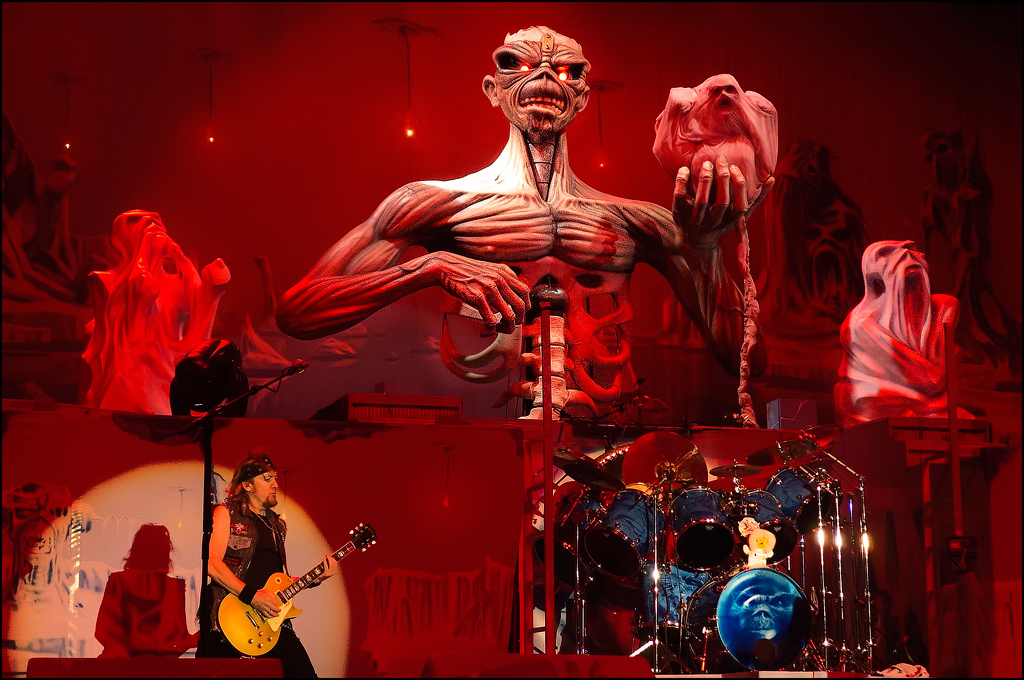
『第七の予言』再現舞台（2013年）
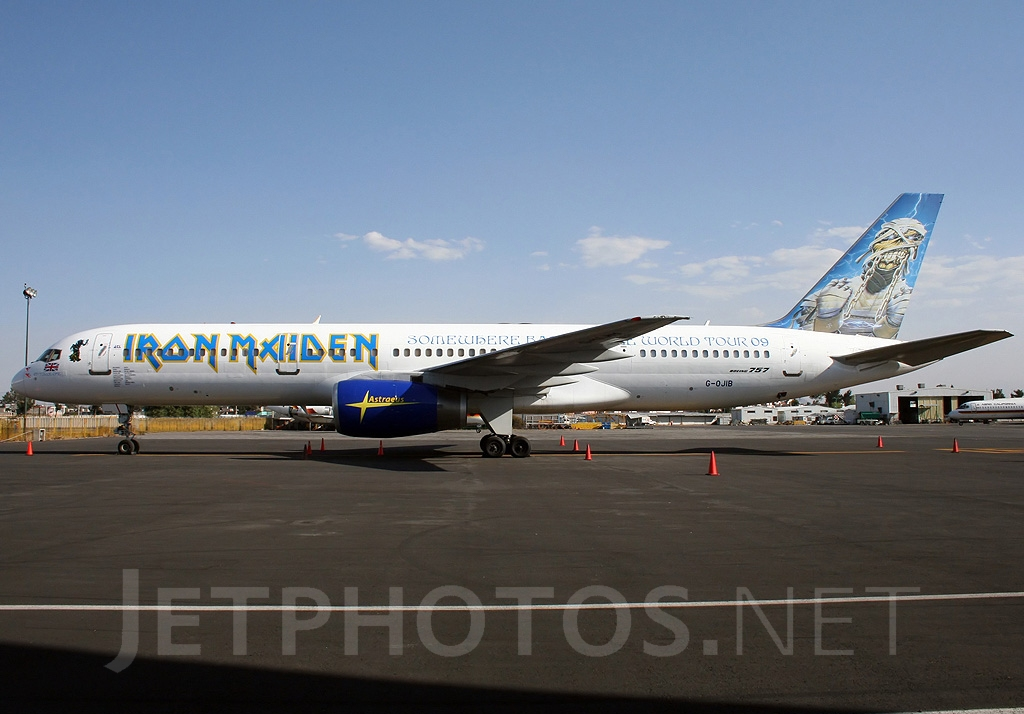
B757 - Ed Force One
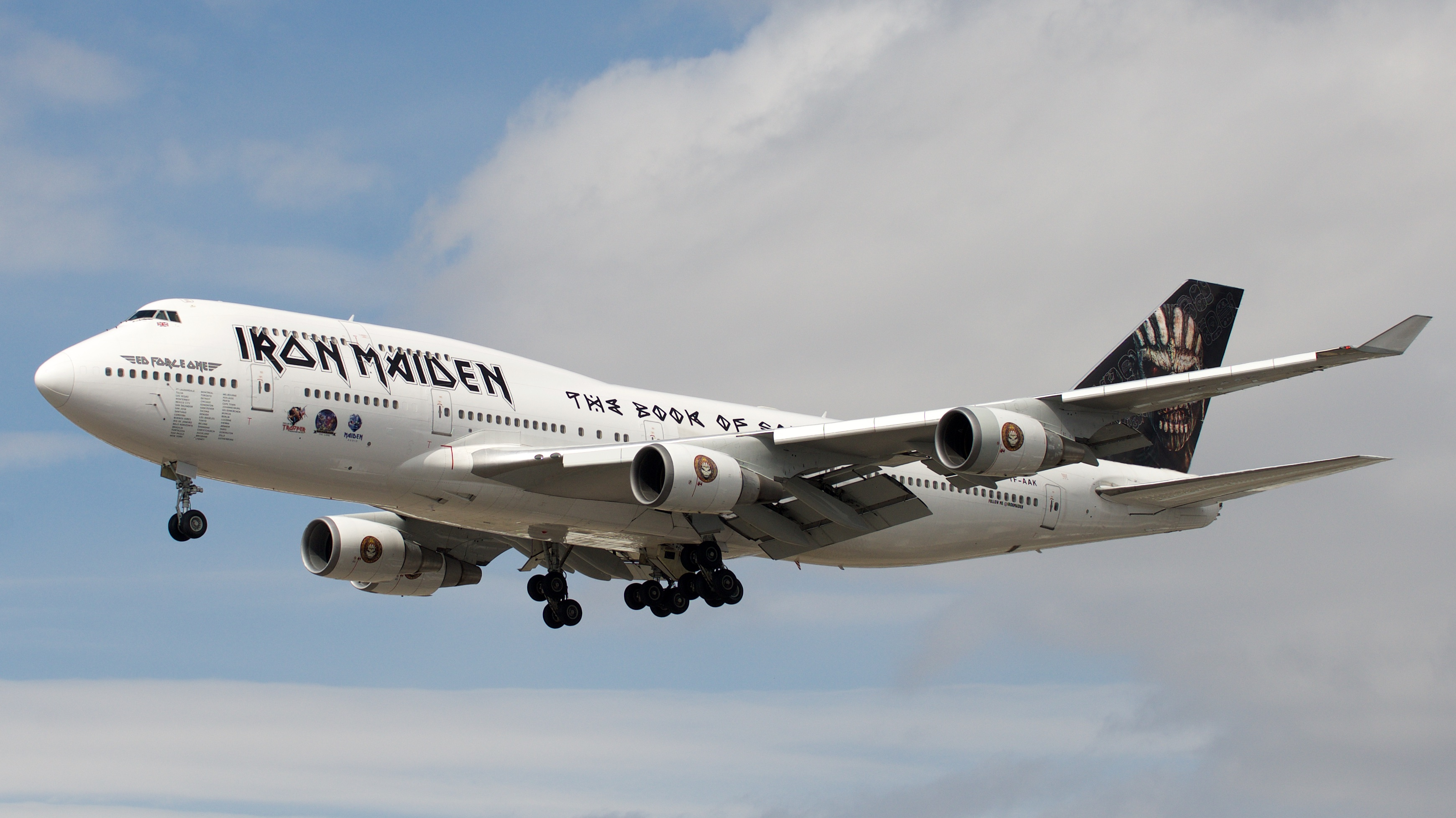
B747-400 - Ed Force One

## ロゴ
特徴的なロゴは、1979年リリースのThe Soundhouse Tapes以来（広告では1977年から使用している）、バンドのすべての作品を飾ってきた。本書体は1976年の映画地球に落ちてきた男のポスターのデザイン（en:Vic Fairが手掛けた）に由来しており、en:Gordon Giltrapやナナ・ムスクーリも使用しているが、スティーヴ・ハリスは建築製図者の訓練経験を元に自らデザインしたと主張している。
ロゴタイプにはいくつかバリエーションがあり、1995年リリースのX ファクターでは横長のものが、1998年リリースのヴァーチャル・イレヴンから2010年リリースのファイナル・フロンティアまではR, M, Nの下端が他の文字の下端からはみ出ていないものがそれぞれ使用された。

## メンバー
※2021年7月時点

### 現ラインナップ
- ブルース・ディッキンソン (Bruce Dickinson) - ボーカル (1982年 - 1993年, 1999年 - )
- スティーヴ・ハリス (Steve Harris) - ベース/キーボード (1975年 - )
- デイヴ・マーレイ (Dave Murray) - ギター (1978年 - )
- エイドリアン・スミス (Adrian Smith) - ギター (1981年 - 1990年, 1999年 - )
- ヤニック・ガーズ (Janick Gers) - ギター (1991年 - )
- ニコ・マクブレイン (Nicko McBrain) - ドラムス (1983年 - ) * 2024年12月、ツアーからの引退を表明[20][21]

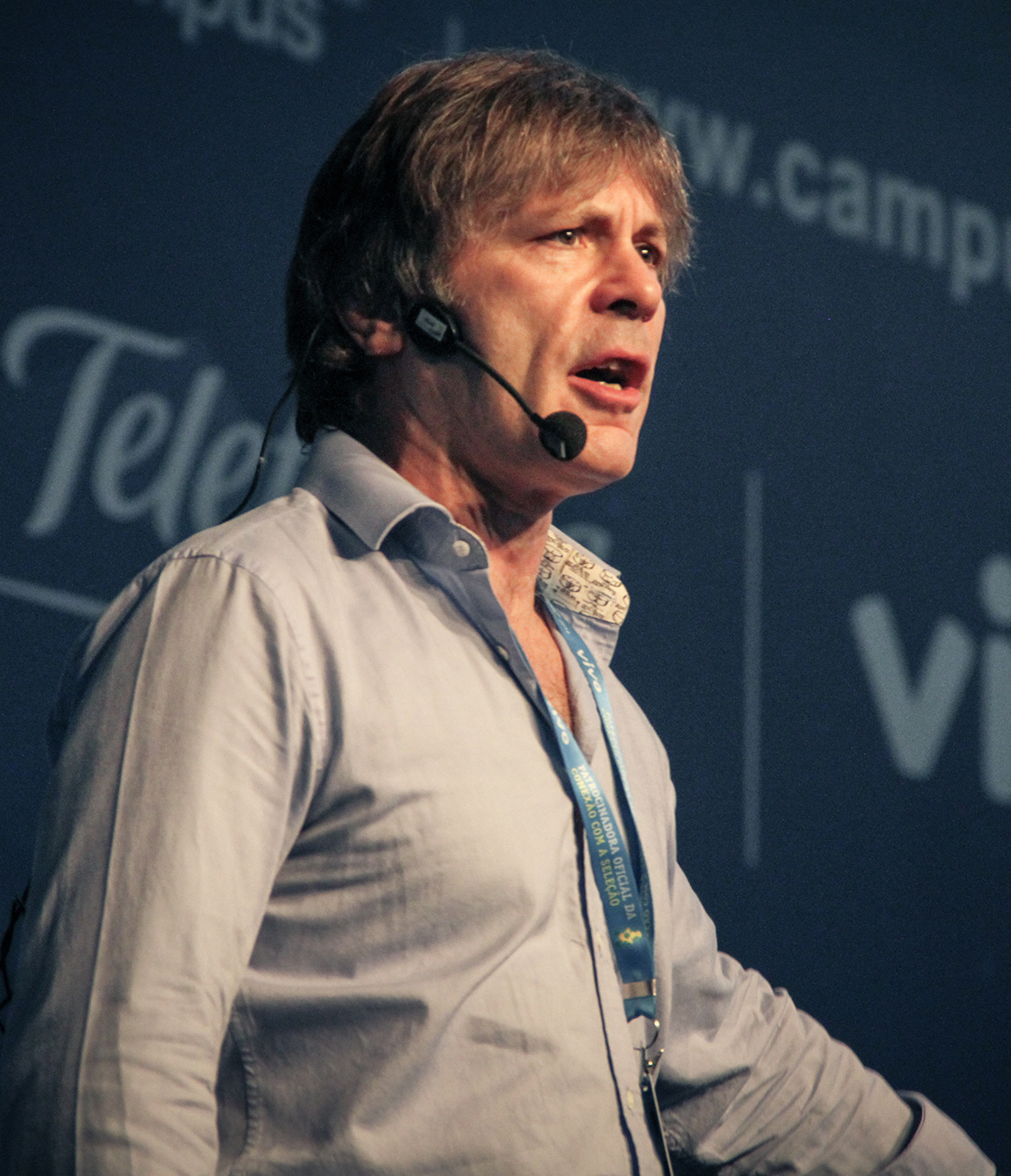
ブルース・ディッキンソン (Vo) 2014年
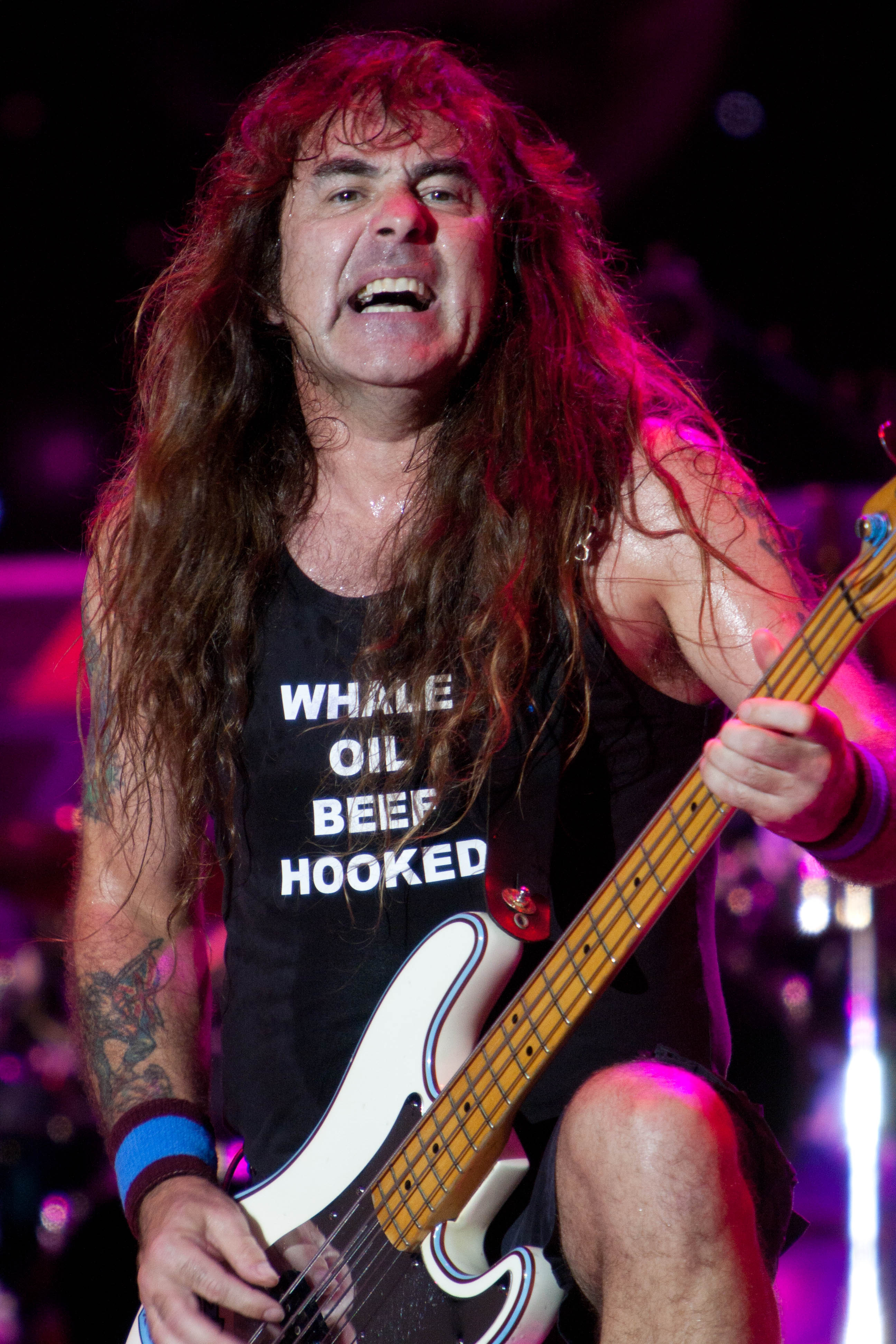
スティーヴ・ハリス (B) 2010年
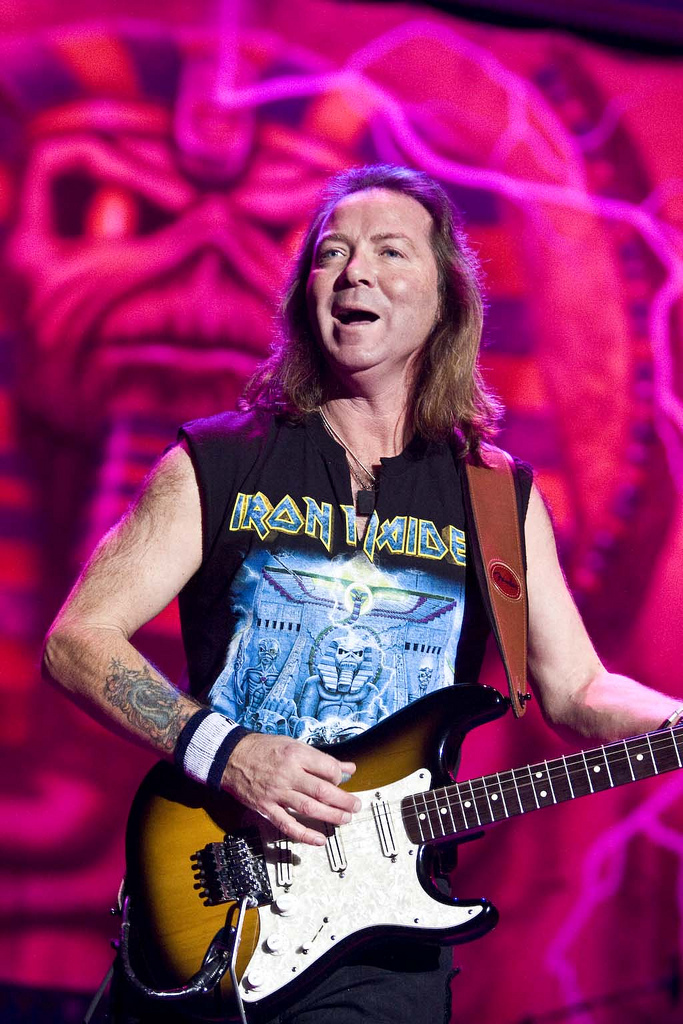
デイヴ・マーレイ (G) 2008年
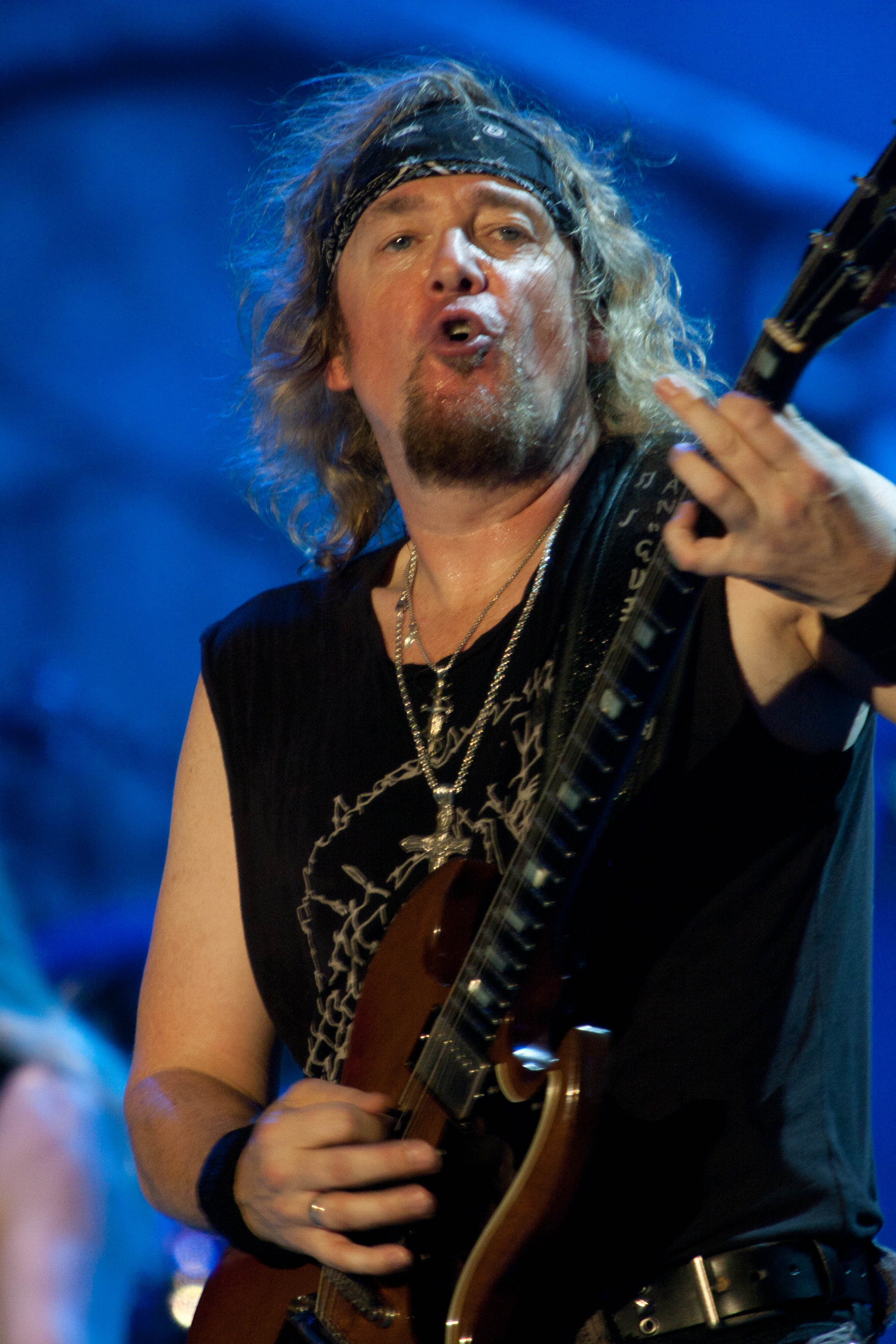
エイドリアン・スミス (G) 2010年
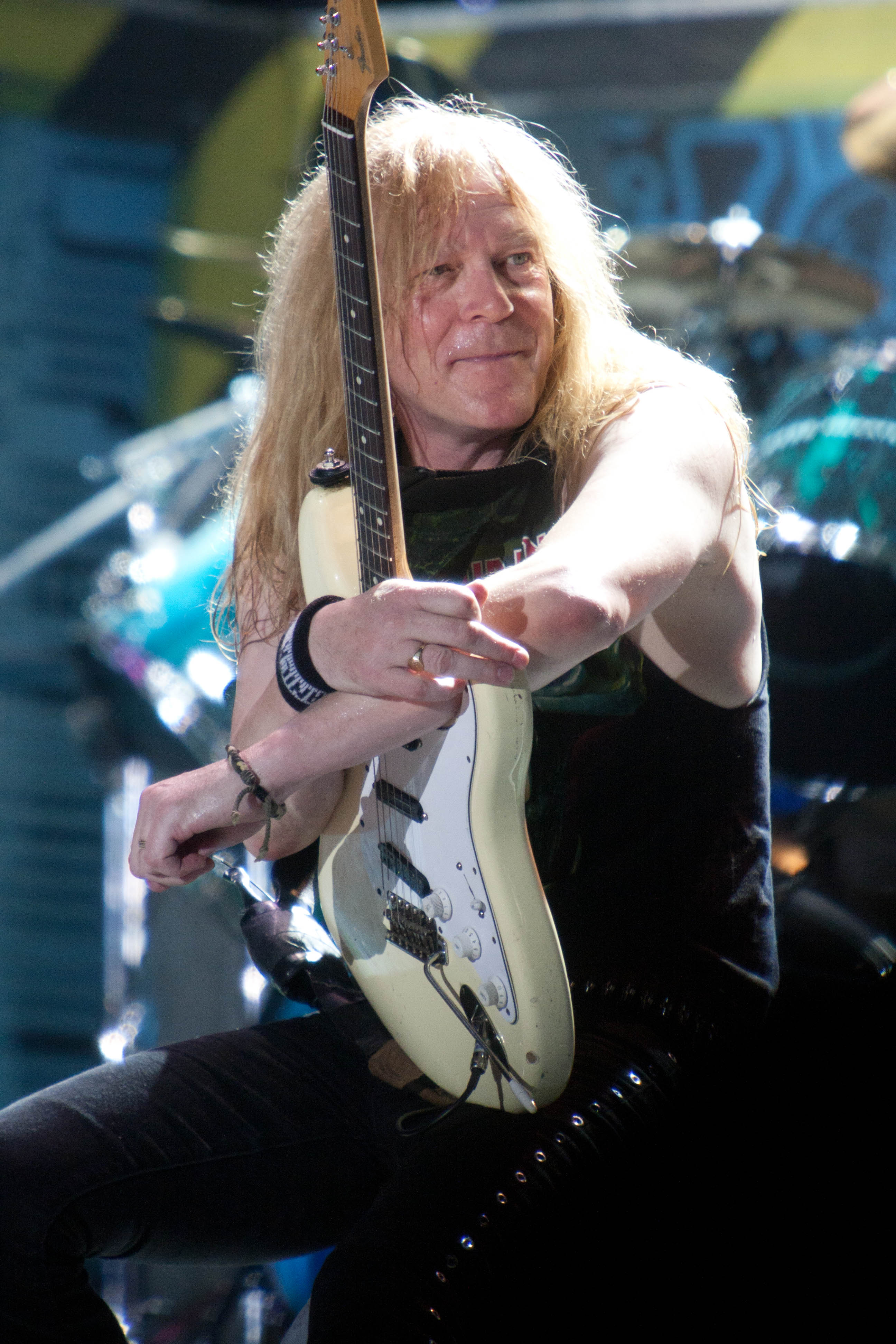
ヤニック・ガーズ (G) 2010年
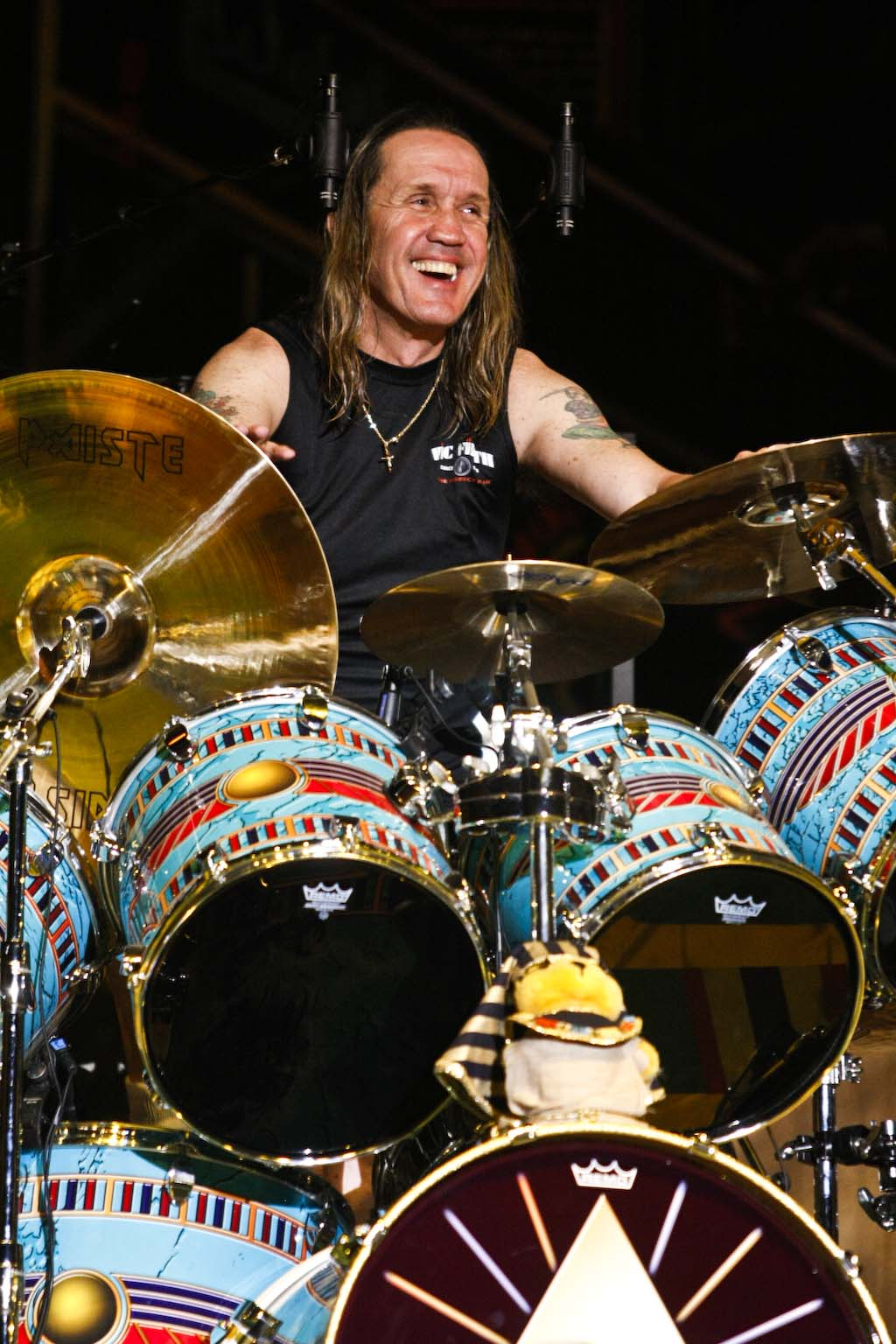
ニコ・マクブレイン (Ds) 2008年

ライヴサポート
- マイケル・ケニー (Michael Kenney) - キーボード (1986年 - )
- サイモン・ドーソン (Simon Dawson) - ドラムス (2025年 - )

### 旧メンバー
- ダグ・サンプソン (Doug Sampson) - ドラムス (1978-1979)
- ポール・ディアノ (Paul Di'Anno) - ボーカル (1978-1981)　♰RIP.2024
- トニー・パーソンズ (Tony Parsons) - ギター (1979)
- デニス・ストラットン (Dennis Stratton) - ギター (1980)
- クライヴ・バー (Clive Burr) - ドラムス (1980-1982)　♰RIP.2013
- ブレイズ・ベイリー (Blaze Bayley) - ボーカル (1994-1998)

### アルバムごとの編成
| タイトル                                            | 担当楽器                 | 担当楽器         | 担当楽器             | 担当楽器             | 担当楽器           | 担当楽器           | 担当楽器                              |
| タイトル                                            | ボーカル                 | ギター           | ギター               | ギター               | ベース             | ドラムス           | キーボード                            |
| --------------------------------------------------- | ------------------------ | ---------------- | -------------------- | -------------------- | ------------------ | ------------------ | ------------------------------------- |
| 鋼鉄の処女 (1980)                                   | ポール・ディアノ         | デイヴ・マーレイ | デニス・ストラットン | N/A                  | スティーヴ・ハリス | クライヴ・バー     | N/A                                   |
| キラーズ (1981)                                     | ポール・ディアノ         | デイヴ・マーレイ | エイドリアン・スミス | N/A                  | スティーヴ・ハリス | クライヴ・バー     | N/A                                   |
| 魔力の刻印 (1982)                                   | ブルース・ディッキンソン | デイヴ・マーレイ | エイドリアン・スミス | N/A                  | スティーヴ・ハリス | クライヴ・バー     | N/A                                   |
| 頭脳改革 (1983)                                     | ブルース・ディッキンソン | デイヴ・マーレイ | エイドリアン・スミス | N/A                  | スティーヴ・ハリス | ニコ・マクブレイン | N/A                                   |
| パワースレイヴ (1984)                               | ブルース・ディッキンソン | デイヴ・マーレイ | エイドリアン・スミス | N/A                  | スティーヴ・ハリス | ニコ・マクブレイン | N/A                                   |
| サムホエア・イン・タイム (1986)                     | ブルース・ディッキンソン | デイヴ・マーレイ | エイドリアン・スミス | N/A                  | スティーヴ・ハリス | ニコ・マクブレイン | N/A                                   |
| 第七の予言 (1988)                                   | ブルース・ディッキンソン | デイヴ・マーレイ | エイドリアン・スミス | N/A                  | スティーヴ・ハリス | ニコ・マクブレイン | N/A                                   |
| ノー・プレイヤー・フォー・ザ・ダイイング (1990)     | ブルース・ディッキンソン | デイヴ・マーレイ | ヤニック・ガーズ     | N/A                  | スティーヴ・ハリス | ニコ・マクブレイン | マイケル・ケニー                      |
| フィア・オブ・ザ・ダーク (1992)                     | ブルース・ディッキンソン | デイヴ・マーレイ | ヤニック・ガーズ     | N/A                  | スティーヴ・ハリス | ニコ・マクブレイン | マイケル・ケニー                      |
| X ファクター (1995)                                 | ブレイズ・ベイリー       | デイヴ・マーレイ | ヤニック・ガーズ     | N/A                  | スティーヴ・ハリス | ニコ・マクブレイン | マイケル・ケニー                      |
| ヴァーチャル・イレヴン (1998)                       | ブレイズ・ベイリー       | デイヴ・マーレイ | ヤニック・ガーズ     | N/A                  | スティーヴ・ハリス | ニコ・マクブレイン | マイケル・ケニー & スティーヴ・ハリス |
| ブレイヴ・ニュー・ワールド (2000)                   | ブルース・ディッキンソン | デイヴ・マーレイ | ヤニック・ガーズ     | エイドリアン・スミス | スティーヴ・ハリス | ニコ・マクブレイン | スティーヴ・ハリス                    |
| 死の舞踏 (2003)                                     | ブルース・ディッキンソン | デイヴ・マーレイ | ヤニック・ガーズ     | エイドリアン・スミス | スティーヴ・ハリス | ニコ・マクブレイン | スティーヴ・ハリス                    |
| ア・マター・オブ・ライフ・アンド・デス〜戦記 (2006) | ブルース・ディッキンソン | デイヴ・マーレイ | ヤニック・ガーズ     | エイドリアン・スミス | スティーヴ・ハリス | ニコ・マクブレイン | スティーヴ・ハリス                    |
| ファイナル・フロンティア (2010)                     | ブルース・ディッキンソン | デイヴ・マーレイ | ヤニック・ガーズ     | エイドリアン・スミス | スティーヴ・ハリス | ニコ・マクブレイン | スティーヴ・ハリス                    |
| 魂の書〜ザ・ブック・オブ・ソウルズ〜 (2015)         | ブルース・ディッキンソン | デイヴ・マーレイ | ヤニック・ガーズ     | エイドリアン・スミス | スティーヴ・ハリス | ニコ・マクブレイン | スティーヴ・ハリス                    |
| 戦術 (2021)                                         | ブルース・ディッキンソン | デイヴ・マーレイ | ヤニック・ガーズ     | エイドリアン・スミス | スティーヴ・ハリス | ニコ・マクブレイン | スティーヴ・ハリス                    |

## ディスコグラフィ

### スタジオ・アルバム
- 『鋼鉄の処女』 - Iron Maiden (1980年)　UK4位
- 『キラーズ』 - Killers (1981年)　UK12位
- 『魔力の刻印』 - The Number Of The Beast (1982年)　UK1位、US33位
- 『頭脳改革』 - Piece Of Mind (1983年)　UK3位、US14位
- 『パワースレイヴ』 - Powerslave (1984年)　UK2位、US21位
- 『サムホエア・イン・タイム』 - Somewhere In Time (1986年)　UK2位、US11位
- 『第七の予言』 - Seventh Son Of A Seventh Son (1988年)　UK1位、US12位
- 『ノー・プレイヤー・フォー・ザ・ダイイング』 - No Prayer For The Dying (1990年)　UK2位、US17位
- 『フィア・オブ・ザ・ダーク』 - Fear of the Dark (1992年)　UK1位、US12位
- 『X ファクター』 - The X Factor (1995年)　UK8位、US147位
- 『ヴァーチャル・イレヴン』 - Virtual XI (1998年)　UK16位、US124位
- 『ブレイヴ・ニュー・ワールド』 - Brave New World (2000年)　UK7位、US39位
- 『死の舞踏』 - Dance Of Death (2003年)　UK2位、US18位
- 『ア・マター・オブ・ライフ・アンド・デス〜戦記』 - A Matter of Life and Death (2006年)　UK4位、US9位
- 『ファイナル・フロンティア』 - The Final Frontier (2010年)　UK1位、US4位
- 『魂の書〜ザ・ブック・オブ・ソウルズ〜』 - The Book of Souls (2015年)　UK1位、US4位
- 『戦術』 - Senjutsu (2021年)　UK2位、US3位

## 売上枚数
アメリカでのアルバム販売枚数の10位までを記す。
 （アメリカSoundScan社集計による）
1. 死霊復活 - Live After Death (1985年、558,578枚)
2. フィア・オブ・ザ・ダーク - Fear Of The Dark (1992年、421,786枚)
3. 魔力の刻印 - The Number Of The Beast (1982年、357,463枚)
4. 頭脳改革 - Piece Of Mind (1983年、347,400枚)
5. パワー・スレイヴ～死界の王、オシリスの謎～ - Powerslave (1984年、299,022枚)
6. サムホエア・イン・タイム - Somewhere In Time (1986年、291,420枚)
7. ブレイヴ・ニュー・ワールド - Brave New World (2000年、282,460枚)
8. ベスト・オブ・ザ・ビースト (ベスト盤) - Best Of The Beast (1996年、251,112枚)
9. 第七の予言 - Seventh Son Of A Seventh Son (1988年、218,056枚)
10. ノー・プレイヤー・フォー・ザ・ダイイング - No Prayer For The Dying (1990年、213,745枚)

全世界でのアルバム売上トップ10位
（ChartMastersより）
1. 魔力の刻印 - (1982年、1,882万枚)
2. 頭脳改革 - (1983年、1,245万枚)
3. パワースレイヴ - (1984年、901万枚)
4. フィア・オブ・ザ・ダーク - (1992年、750万枚)
5. サムホエア・イン・タイム - (1986年、652万枚)
6. 第七の予言 - (1988年、646万枚)
7. 鋼鉄の処女 - (1980年、630万枚)
8. キラーズ (アイアン・メイデンのアルバム) - (1981年、570万枚)
9. ノー・プレイヤー・フォー・ザ・ダイイング - (1990年、340万枚）
10. ブレイヴ・ニュー・ワールド (アイアン・メイデンのアルバム) - (2000年、302万枚)

## ヒットチャート
イギリスでの年間ヒットチャートの第1位を記す。
 （イギリスThe Official UK Charts Company調べによる）
アルバム
1. 魔力の刻印 - The Number Of The Beast (1982年、2週TOP)
2. 第七の予言 - Seventh Son Of A Seventh Son (1988年、1週TOP)
3. フィア・オブ・ザ・ダーク - Fear Of The Dark (1992年、1週TOP)
4. ファイナル・フロンティア - The Final Frontier (2010年、1週TOP)
5. 魂の書〜ザ・ブック・オブ・ソウルズ〜 - The Book Of Souls (2015年、1週TOP)

シングル
1. Bring Your Daughter To The Slaughter (1991年、2週TOP)

## 来日公演
- Killer World Tour（1981年）
  - 5月21日 東京 東京厚生年金会館
  - 5月22日 大阪 フェスティバルホール
  - 5月23日 名古屋 愛知厚生年金会館
  - 5月24日 東京 中野サンプラザ
- The Beast on the Road Tour（1982年）
  - 11月26日・27日 東京 中野サンプラザ
  - 11月29日 大阪 フェスティバルホール
  - 11月30日 京都 KBSホール
  - 12月01日 名古屋 名古屋市公会堂
  - 12月02日・4日 東京 渋谷公会堂
  - 12月07日・8日 札幌 札幌市民会館
  - 12月10日 新潟 新潟県民会館
- World Slavery Tour（1985年）
  - 4月14日・15日・25日 東京 中野サンプラザ
  - 4月17日・19日 東京 東京厚生年金会館
  - 4月20日 名古屋 名古屋市公会堂
  - 4月22日 福岡 福岡サンパレス
  - 4月24日 大阪 フェスティバルホール
- Somewhere on Tour（1987年）
  - 5月11日 名古屋 名古屋市公会堂
  - 5月13日 東京 日本武道館
  - 5月17日 京都 京都会館
  - 5月18日 広島 広島厚生年金会館
  - 5月20日 大阪 フェスティバルホール
- No Prayer on the Road Tour（1991年）
  - 3月28日・29日・4月3日 東京 NHKホール
  - 4月01日 大宮 大宮ソニックシティ
  - 4月02日 横浜 横浜文化体育館
  - 4月05日 名古屋 名古屋市総合体育館
- Fear of the Dark Tour（1992年）
  - 10月26日 名古屋 名古屋市総合体育館
  - 10月28日 北九州 九州厚生年金会館
  - 10月30日 広島 広島厚生年金会館
  - 11月01日 尼崎 尼崎市総合文化センター
  - 11月02日 大阪 フェスティバルホール
  - 11月03日 横浜 横浜文化体育館
  - 11月04日 東京 国立代々木競技場
- The X Factour Tour（1996年）
  - 4月11日 東京 中野サンプラザ
  - 4月12日 名古屋 愛知県勤労会館
  - 4月14日 福岡 スカラエスパシオホール
  - 4月16日 大阪 大阪厚生年金会館
  - 4月17日 東京 ゆうぽうとホール
  - 4月18日 東京 中野サンプラザ
- Virtual XI World Tour（1998年）
  - 11月18日 東京 渋谷公会堂
  - 11月20日 名古屋 ダイアモンドホール
  - 11月21日 大阪 松下IMPホール
  - 11月22日 東京 中野サンプラザ
- Brave New World!! Tour（2000年）
  - 10月19日 仙台 仙台サンプラザホール
  - 10月21日 東京 東京厚生年金会館
  - 10月22日 横浜 パシフィコ横浜
  - 10月23日 東京 東京国際フォーラム
  - 10月25日 大阪 Zepp大阪
  - 10月26日 仙台 仙台サンプラザホール
  - 10月28日 福岡 福岡サンパレス
  - 10月29日 東京 Zepp東京
- Dance of Death Tour（2004年）
  - 2月5日 札幌 北海道厚生年金会館
  - 2月7日 大阪 大阪城ホール
  - 2月8日 埼玉 さいたまスーパーアリーナ
- A Matter of Life and Death Tour（2006年）
  - 10月25日 東京 日本武道館
  - 10月26日 広島 広島郵便貯金ホール
  - 10月28日 東京 東京国際フォーラム
  - 10月30日 大阪 大阪城ホール
  - 10月31日 名古屋 名古屋市民会館
- SOMEWHERE BACK IN TIME WORLD TOUR 08（2008年）
  - 2月15日 横浜 パシフィコ横浜
  - 2月16日 千葉 幕張メッセ
- The Final Frontier World Tour（2011年） 
  - 3月12日・13日 埼玉 さいたまスーパーアリーナ
    - 東日本大震災のため公演中止
- THE BOOK OF SOULS WORLD TOUR 2016 in JAPAN（2016年）
  - 4月20日・21日 東京 両国国技館
- Legacy of the Beast World Tour（2020年）
  - 5月19日・20日 横浜 ぴあアリーナMM
  - 5月22日 大阪 エディオンアリーナ大阪
    - 新型コロナウイルス感染症流行のため公演中止
- THE FUTURE PAST WORLD TOUR 2024（2024年）
  - 9月22日 スカイホール豊田
  - 9月24日 大阪 大阪城ホール
  - 9月26日 東京 東京ガーデンシアター
  - 9月28日・29日 横浜 ぴあアリーナMM
    - 29日は追加公演